# Faccini Dori/Recreb Srl-Entscheidung
In der Paola Faccini Dori/Recreb Srl-Entscheidung von 1994 befasste sich der EuGH mit dem Konflikt zwischen einer nationalen Rechtsordnung und dem Recht der Europäischen Union sowie der horizontalen unmittelbaren Wirkung von Richtlinien.

## Sachverhalt und Streitgegenstand
Zwischen dem privaten Bildungsinstitut Interdiffusion Srl und der Privatperson Paola Faccini Dori wurde am Mailänder Hauptbahnhof ein Vertrag über einen englischsprachigen Fernlehrgang geschlossen. Frau Faccini Dori stornierte ihre Bestellung per Einschreiben, wurde jedoch daraufhin informiert, dass Interdiffusion eine Forderung gegen sie an Recreb Srl abgetreten hatte. Frau Faccini Dori erklärte, dass sie nach der Richtlinie 85/577/EWG über Fernabsatzverträge für Verbraucher innerhalb von 7 Tagen ein Widerrufsrecht hätte. Das italienische Parlament hatte jedoch noch keine Maßnahmen zur Umsetzung der EU-Richtlinie in nationales Recht ergriffen.
In Konsequenz ordnete der italienische Gerichtshof Giudice Conciliatore di Firenze die Zahlung des Sprachkursbeitrags inklusive Zinsen und entstandenen Kosten an. Paola Faccini Dori erhob dagegen Einspruch und das italienische Gericht leitete den Fall an den EuGH weiter.

## Die Entscheidung des EuGH
Der Europäische Gerichtshof stellte fest, dass Frau Faccini Dori nach der Richtlinie, deren Bestimmungen bedingungslos und hinreichend präzise waren, ein Rücktrittsrecht hatte, aber in Abwesenheit eines nationalen Umsetzungsgesetzes sie sich nicht auf die EU-Richtlinie selbst in einer Klage gegen eine andere private Partei berufen konnte. Dies folgte aus Artikel 189 des EG-Vertrags (jetzt Artikel 288 AEUV): „Die Richtlinie ist für jeden Mitgliedstaat, an den sie gerichtet wird, hinsichtlich des zu erreichenden Ziels verbindlich, überlässt jedoch den innerstaatlichen Stellen die Wahl der Form und der Mittel.“
Das nationale Gericht wäre jedoch verpflichtet, das nationale Recht so weit wie möglich im Einklang mit dem Zweck der EU-Richtlinie auszulegen. Darüber hinaus müsste der Staat den Schaden, der durch die Nichtumsetzung des Gesetzes entstanden ist kompensieren. Damit stellte sich der EuGH gegen die vorhergehende Einschätzung des Generalanwalts Lenz, der sich für eine horizontale Wirkung von Richtlinien ausgesprochen hatte, also der Möglichkeit, sich bei Klagen unter Privatpersonen direkt auf den Text der Richtlinie zu beziehen.
25  Folglich  kann  der  Verbraucher,  wenn  die  Maßnahmen  zur  Umsetzung  der  Richtlinie  nicht  innerhalb  der  vorgesehenen  Frist  erlassen  worden  sind,  ein  Widerrufsrecht gegenüber dem Gewerbetreibenden, mit dem er einen Vertrag geschlossen hat, nicht auf die Richtlinie selbst stützen und vor einem nationalen Gericht geltend machen.
[…]
27  Für  den  Fall,  daß  das  von  der  Richtlinie  vorgeschriebene  Ziel  nicht  im  Wege  der  Auslegung  erreicht  werden  kann,  ist  außerdem  darauf  hinzuweisen,  daß  das  Gemeinschaftsrecht  gemäß  dem  Urteil  vom  19.  November  1991  in den  verbundenen  Rechtssachen  C-6/90  und  C-9/90  (Francovich  u. a.,  Slg.  1991,  I-5357,  Randnr.  39)  die  Mitgliedstaaten  zum  Ersatz  der  den  Bürgern  durch  die  Nichtumsetzung  einer  Richtlinie  verursachten  Schäden  verpflichtet,  sofern  drei  Voraussetzungen  vorliegen.  Zunächst  muß  Ziel  der  Richtlinie  die  Verleihung von Rechten an Bürger sein. Sodann muß der Inhalt dieser Rechte auf  der  Grundlage  der  Richtlinie  bestimmt  werden  können.  Schließlich  muß  ein  Kausalzusammenhang  zwischen  dem  Verstoß  gegen  die  dem  Staat  auferlegte Verpflichtung und dem entstandenen Schaden bestehen.
28  Die  Richtlinie  über  die  außerhalb  von  Geschäftsräumen  geschlossenen  Verträge  hat  unbestreitbar  die  Verleihung  von  Rechten  an  Bürger  zum  Ziel,  und ebenso sicher steht fest, daß der Mindestinhalt dieser Rechte allein auf der Grundlage  der  Richtlinie  bestimmt  werden  kann  (siehe  Randnr.  17  dieses  Urteils).